# Elena Guerra (Leichtathletin)
Elena Guerra, vollständiger Name Elena Lucia Guerra Barbero, (* 20. Januar 1976 in Montevideo) ist eine uruguayische Leichtathletin.

## Karriere
Die 1,63 m große Guerra begann ihre Karriere als professionelle Leichtathletin im Alter von 18 Jahren. 2001 wurde sie Uruguayische Meisterin über 1500 und 5000 Meter. Sie gehörte dem uruguayischen Aufgebot bei den Olympischen Spielen 2004 in Athen an, in das sie im August 2004 als letzte der 16 uruguayischen Teilnehmer berufen wurde. Dort startete sie auf der 1500-Meter-Strecke und scheiterte mit einer Zeit von 4:35,31 min im Vorlauf. Ihre im Jahr 2000 aufgestellte persönliche Bestzeit von 4:27,98 min auf dieser Strecke verfehlte sie dabei deutlich. Im September 2001 trat sie bei den von der Confederación Atlética del Uruguay (CAU), dem uruguayischen Sport- und Jugendministerium und der Intendencia Municipal von Montevideo ausgerichteten Iberoamerikanischen Meisterschaften im Halbmarathon an und wurde Fünfte. Bei den Querfeldeinlauf-Südamerikameisterschaften 2005 erreichte sie über 4 km den 8. Platz. Auf der 8-km-Strecke wurde sie Siebte. Damit war sie jeweils beste uruguayische Starterin. Im selben Jahr nahm sie kurz darauf auch an den Querfeldeinlauf-Weltmeisterschaften teil und belegte den 83. Rang.
Guerra ist auch heute (Stand: 15. Juni 2015) noch Inhaberin der uruguayischen Landesrekorde auf der 3000-, 5000- und 10.000-Meter-Distanz.

## Persönliche Bestleistungen
- 1500 Meter: 4:27,98 min, 21. Mai 2000, Rio de Janeiro[7]
- 3000 Meter: 9:38,71 min, 11. April 2004, Mar del Plata
- 5000 Meter: 16:46,65 min, 18. April 2004, Montevideo
- 10.000 Meter: 36:07,7 min, 18. April 2004, Montevideo[8]